# اچ‌ام‌سی‌اس بوناونچر (سی‌وی‌ال ۲۲)
اچ‌ام‌سی‌اس بوناونچر (سی‌وی‌ال ۲۲) (به انگلیسی: HMCS Bonaventure (CVL 22)) یک کشتی بود که طول آن ۶۲۹٫۹ فوت (۱۹۲٫۰ متر) بود. این کشتی در سال ۱۹۴۵ ساخته شد.